# Carta de solubilidade
Uma carta de solubilidade (algumas vezes chamada de tabela de solubilidade) a qual refere-se a uma lista de íons e como, quando misturados com outros íons, podem formar precipitados ou permanecem em solução aquosa. A seguinte carta apresenta a solubilidade de vários compostos a uma pressão de 1 atm e a temperatura ambiente (aprox. 293.15 K ou 20 °C). Qualquer das células da tabela abaixo na qual leia-se "solúvel" resulta em um produto aquoso, enquanto "levemente solúvel" e "insolúvel" significa que há um precipitado e irá formar (normalmente, como sólido). Células contendo "outro" podem significar que produtos de muitos estados diferentes podem resultar. Para informação mais detalhada da exata solubilidade dos compostos, veja tabela de solubilidade.
|                 | Brometo Br− | Carbonato CO32− | Cloreto Cl− | Hidróxido OH− | Nitrato NO3− | Óxido O2− | Fosfato PO43− | Sulfato SO42− | Dicromato Cr2O72− |
| --------------- | ----------- | --------------- | ----------- | ------------- | ------------ | --------- | ------------- | ------------- | ----------------- |
| Alumínio Al3+   | S           | X               | S           | I             | S            | I         | I             | S             | I                 |
| Amônio NH4+     | S           | S               | S           | S             | S            | X         | S             | S             | S                 |
| Cálcio Ca2+     | S           | I               | S           | I             | S            | LS        | I             | LS            | I                 |
| Cobre(II) Cu2+  | S           | X               | S           | I             | S            | I         | I             | S             | I                 |
| Ferro(II) Fe2+  | S           | I               | S           | I             | S            | I         | I             | S             | I                 |
| Ferro(III) Fe3+ | S           | X               | S           | I             | S            | I         | I             | LS            | I                 |
| Magnésio Mg2+   | S           | I               | S           | I             | S            | I         | I             | S             | I                 |
| Potássio K+     | S           | S               | S           | S             | S            | S         | S             | S             | S                 |
| Prata Ag+       | I           | I               | I           | X             | S            | I         | I             | LS            | I                 |
| Sódio Na+       | S           | S               | S           | S             | S            | S         | S             | S             | S                 |
| Zinco Zn2+      | S           | I               | S           | I             | S            | I         | I             | S             | I                 |

| S  | solúvel           |
| I  | insolúvel         |
| LS | levemente solúvel |
| X  | outro             |